# Yūsuf Shakkūr
Yūsuf Shakkūr (in arabo يوسف شكور‎?; Homs, 1926 – Damasco, 2018) è stato un generale e diplomatico siriano.
Uscito coi gradi di ufficiale dall'Accademia Militare di Ḥomṣ, grazie alle sue brillanti doti Shakkūr fu inviato a seguire i corsi dell'Accademia Superiore Maresciallo K.E. Voroshilov di Mosca (URSS). Fu poi console del suo Paese in Venezuela e in Brasile tra il 1961 e il 1964.
A seguito del colpo di Stato del Baʿth nel 1963, Shakkūr divenne comandante dell'artiglieria delle Forze di Sicurezza siriane, quindi responsabile del fronte sud-occidentale e comandante delle Forze di Sicurezza.
Legato a Ḥāfiẓ al-Asad, Yūsuf Shakkūr scalò rapidamente tutti i gradi militari e nel 1972 divenne, per volontà di Muṣṭafā Ṭlāss, Capo di Stato Maggiore delle forze armate siriane. In tale veste agì nel corso della guerra del Ramaḍan dell'ottobre del 1973.
Fu nominato dal Presidente Ḥāfiẓ al-Asad ambasciatore di Siria in Francia e, successivamente, operò come vicepresidente del Comitato Politico del Ministero degli Esteri siriano.